# Planomicrobium glaciei
Planomicrobium glaciei ist eine Art von Bakterien. Die Art zählt zu den Firmicutes.

## Merkmale

### Erscheinungsbild
Die Zellen sind kokkoid in jungen Kulturen, in älteren Kulturen treten auch stäbchenförmige Bakterien auf. Sporen werden nicht gebildet. Planomicrobium glaciei ist begeißelt, kann sich aber auch gleitend fortbewegen. Die Kulturen sind gelb bis orange gefärbt.

### Wachstum und Stoffwechsel
Wachstum erscheint bei Temperaturen zwischen 4 und 28 °C, optimales Wachstum findet bei 20 – 21 °C statt. Der nötige pH-Wert liegt bei 5 – 10, für optimales Wachstum ist ein pH-Wert von 6 – 7,5 nötig.  Der Oxidase-Test verläuft negativ, der Katalase-Test positiv.
Das Bakterium kann das Protein Gelatine hydrolytisch abbauen. Auch der Test auf Hydrolyse von Casein fällt positiv aus, hingegen verläuft der Test auf die Hydrolyse von Stärke und Polysorbat 20,  60 und 80 negativ. Auch der Urease-Test, Indol-Test und der Voges-Proskauer-Test fallen negativ aus. Nitrat wird reduziert.
Als alleinige Kohlenstoffquelle können Cellobiose,
Trehalose, D-Mannose, Glucose, Saccharose, L-Arabinose, Ribose, Fructose und Mannitol genutzt werden.

### Chemotaxonomische Merkmale
Planomicrobium glaciei ist grampositiv. Der GC-Gehalt in der DNA liegt bei 49 Mol-Prozent. Die überwiegend vorhandenen Menachinone sind MK-7 und MK-8. Der Peptidoglycan-Typ ist A4α, die Zellwand enthält die Aminosäuren L-Lysin, D-Glutaminsäure und L-Alanin.

## Systematik
Planomicrobium glaciei zählt zu der Familie Planococcaceae, die wiederum zu der Ordnung der Bacillales gestellt wird. Diese Art wurde im Jahr 2009 von De-Chao Zhang und Mitarbeitern erstmals beschrieben.

## Ökologie
Planomicrobium glaciei wurde aus Proben von gefrorenen Boden eines Gletschers in dem uigurischen autonomen Gebiet Xinjiang isoliert. Hier wurden schon mehrere neue Bakterienarten, welche auf kalte Umgebung spezialisiert sind (also psychrophil sind), isoliert. Beispiele sind Flavobacterium xinjiangense und Flavobacterium omnivorum, beschrieben von Fei Zhu und Mitarbeiter und  Flavobacterium glaciei beschrieben von einer Gruppe um De-Chao Zhang. Es handelt sich dort um ein relativ einfaches und abgeschlossenes Ökosystem.

## Etymologie
Der Gattungsname setzt sich aus den griechischen Worten planos („Wanderer“) und micros („klein“) zusammen und bezieht sich auf die Größe (es handelt sich entweder um Kokken oder kurze Stäbchen) und Eigenschaft der Motilität dieser Bakterien
Der Artname P. glaciei bezieht sich auf den Fundort des Bakteriums. „Glaciei“ ist ein  lateinisches Wort und bedeutet so viel wie „Eis“, die Art wurde im Boden eines Gletschers gefunden.